# 基质 (地质)
基质（英语：matrix或groundmass）是混杂在较大岩石颗粒（称为“斑晶”）和晶体中的细小颗粒。也称石基。
如果石基为肉眼可辨的显晶质，则称为似斑状结构。斑状结构的形成，是由于岩浆在地球深处有一部分先结晶而形成斑晶，以后岩浆继续上升，由于冷却很快，岩浆来不及结晶或结晶得很小，从而形成石基。斑状结构多产生在浅成侵入岩中。

## 概述
火成岩的基质具有细小的颗粒度，较大的晶体(斑)常常嵌入其中。这种纹理说明火成岩由岩浆经过多阶段的冷却形成。例如斑状安山岩在细小基质中会有斜长岩的大斑。此外在南非，钻石往往在的风化的黏土基质(金伯利岩)中发现，这种岩石被称为黄土（yellow ground）。
沉积岩的基质是一种细粒黏土或泥沙，且常常有较大嵌入颗粒。

## 黏结过程
所有的沉积物先处于一个不连贯的表面（如：沙、黏土、砾石和贝壳沉积），而且可能会一直处于这种状态中。数百万年来第三纪早期海床的样本已很难找到。发现的样本稀缺且易碎（如伦敦黏土）。 但是，有部分例外样品。根据沉积岩年代越久越坚硬的规律，基质的原型很可能是岩石。
压力显然是新的沉积物聚集的原因之一，但不是最主要的。渗透水对这个过程有重要作用，渗透水会溶解部分水溶性物质，产生空洞。这个过程也起到了增加压力的作用，一些位于地表以下的岩石在黏结过程也受到温度的升高的影响。但是没有巨大的温度变化。
胶凝物质是最常见的石灰石或砂。贝壳、珊瑚等在被压缩后形成石灰石，这个过程很容易进行。被黏结的物质会规则的在其中结晶，在砂岩的方解石基质中常常包裹有沙砾。 由霰石转变的方解石和由方解石转变的白云石 ，在岩石中结晶的颗粒，通常也可以加快黏结过程。